# Euplotes crassus
O Euplotes crassus é um tipo de protozoário que, de acordo com estudo realizado na Universidade de Nebraska, seu códon UGA, que normalmente codifica o aminoácido cisteína, pode codificar também a selenocisteína.